# Juanan Entrena
Juan Antonio Entrena Gálvez (Huétor-Tájar, 19 maggio 1996) è un calciatore spagnolo, centrocampista dell'Huétor Tájar.

## Caratteristiche tecniche
È una esterno sinistro.

## Carriera
Ha esordito nella Liga il 6 maggio 2017 con la maglia del Granada in occasione del match perso 4-0 contro il Real Madrid. In seguito ha giocato anche nella prima divisione cipriota ed in quella finlandese.